# Aphanistes villosus
Aphanistes villosus är en stekelart som först beskrevs av Tosquinet 1903.  Aphanistes villosus ingår i släktet Aphanistes och familjen brokparasitsteklar. Inga underarter finns listade i Catalogue of Life.